# 航空自衛隊第4補給処
航空自衛隊第4補給処（こうくうじえいたいだい4ほきゅうしょ、英称：4th Air Depot）とは、航空自衛隊の補給本部に属している補給処のひとつである。本処は入間基地（埼玉県狭山市）に所在しており、3つの支処がある。

## 沿革
- 1976年（昭和51年）10月1日：航空自衛隊第4補給処が新編、航空自衛隊第2補給処高蔵寺支処を隷下に編入。
- 1994年（平成06年）3月22日：東北支処を設置。
- 2013年（平成25年）8月1日：航空自衛隊第1補給処の廃止に伴い、木更津の本処及び立川支処を新たに「航空自衛隊第4補給処木更津支処」及び「航空自衛隊第4補給処立川支処」として編入。
- 2019年（平成31年）3月26日：立川支処が廃止[1]。立川支処の保管業務は木更津支処に移管[2]。

## 組織編成
組織編成は次のとおり。
- 第4補給処本処（入間基地）
  - 総務課
  - 企画課
  - 資材計画部 - 資材管理課、資材計画課、在庫統制課
  - 整備部 - 整備管理課、整備技術課、品質管理課
  - 保管部 - 保管管理課、品質統制課、第1保管課、第2保管課
  - 調達部 - 調達管理課、契約課、原価計算課、輸入課、調達検査課、会計課、札幌調達室 (陸自 苗穂分屯地)、福岡調達室 (春日基地)
  - 高蔵寺支処（高蔵寺分屯基地）
    - 総務課
    - 整備補給課
    - 管理課
    - 業務課

  - 東北支処（東北町分屯基地）
    - 総務課
    - 整備補給課
    - 管理課
    - 業務課

  - 木更津支処（木更津分屯基地）
    - 総務課
    - 保管課
    - 業務課

## 主要幹部
| 官職名                             | 階級    | 氏名     | 補職発令日     | 前職                                                       |
| ---------------------------------- | ------- | -------- | -------------- | ---------------------------------------------------------- |
| 航空自衛隊第4補給処長              | 空将補  | 木村政和 | 2023年12月22日 | 航空幕僚監部総務部会計課長                                 |
| 副処長                             | 1等空佐 | 西克洋   | 2024年06月10日 | 防衛装備庁調達事業部航空機調達官                           |
| 総務課長                           |         |          |                |                                                            |
| 企画課長                           |         |          |                |                                                            |
| 資材計画部長                       | 1等空佐 | 西條篤史 | 2024年05月13日 | 第3航空団基地業務群司令                                    |
| 整備部長                           | 2等空佐 |          |                |                                                            |
| 保管部長                           | 2等空佐 |          |                |                                                            |
| 調達部長                           | 2等空佐 | 宇賀靖展 | 2025年04月01日 | 航空自衛隊補給本部勤務                                     |
| 高蔵寺支処長 兼 高蔵寺分屯基地司令 | 1等空佐 | 岡田聡   | 2024年04月08日 | 中部航空方面隊司令部装備部長                               |
| 東北支処長 兼 東北町分屯基地司令   | 1等空佐 | 荒木亮太 | 2024年02月21日 | 航空自衛隊補給本部計画部企画課長 兼 航空自衛隊補給本部勤務 |
| 木更津支処長 兼 木更津分屯基地司令 | 1等空佐 | 黒子一也 | 2025年03月24日 | 自衛隊宮崎地方協力本部長                                   |

| 代 | 氏名       | 在任期間                | 出身校・期            | 前職                                            | 後職                                       |
| -- | ---------- | ----------------------- | --------------------- | ----------------------------------------------- | ------------------------------------------ |
| 01 | 小薗力治   | 1976.10.1 - 1977.3.15   | 陸士58期              | 高射支援隊司令                                  | 航空自衛隊第3術科学校長 兼 芦屋基地司令    |
| 02 | 日高 誠    | 1977.3.16 - 1979.3.15   | 陸士58期              | 航空総隊司令部監理部長 →1977.8.1 空将補昇任     | 航空幕僚監部付 →1979.7.1 退職              |
| 03 | 手塚一成   | 1979.3.16 - 1980.9.30   | 陸航士60期            | 航空自衛隊第4補給処副処長                       | 航空幕僚監部付 →1981.1.1 退職              |
| 04 | 平田 次    | 1980.10.1 - 1982.10.15  | 関西大学 昭和25年卒   | 航空自衛隊第4補給処副処長 →1980.12.5 空将補昇任 | 航空幕僚監部付 →1982.12.21 退職            |
| 05 | 矢田浩司   | 1982.10.16 - 1985.6.30  | 早稲田大学 昭和29年卒 | 航空幕僚監部人事教育部副部長                    | 航空自衛隊幹部候補生学校長 兼 奈良基地司令 |
| 06 | 庄 克彦    | 1985.7.1 - 1986.12.4    | 防大2期               | 南西航空混成団司令部幕僚長                      | 航空自衛隊第3補給処長                      |
| 07 | 石塚鑛司   | 1986.12.5 - 1989.3.15   | 防大1期               | 第1高射群司令                                   | 航空自衛隊第3術科学校長 兼 芦屋基地司令    |
| 08 | 内田律夫   | 1989.3.16 - 1991.3.15   | 防大1期               | 調達実施本部名古屋支部副支部長                  | 航空自衛隊第1術科学校長                    |
| 09 | 植村 卓    | 1991.3.16 - 1994.3.22   | 防大4期               | 航空自衛隊補給本部幹事                          | 退職                                       |
| 10 | 田中伸昌   | 1994.3.23 - 1997.3.25   | 防大7期               | 北部航空警戒管制団司令                          | 退職                                       |
| 11 | 吉田松徳   | 1997.3.26 - 1999.3.28   | 防大12期              | 航空自衛隊第4術科学校長 兼 熊谷基地司令         | 航空自衛隊幹部候補生学校長 兼 奈良基地司令 |
| 12 | 岩﨑怜一   | 1999.3.29 - 2000.10.9   | 防大13期              | 第2高射群司令                                   | 航空自衛隊幹部学校副校長                   |
| 13 | 石渡幹生   | 2000.10.10 - 2002.7.31  | 防大17期              | 情報本部総務部長 →2000.12.1 空将補昇任          | 契約本部東京支部長                         |
| 14 | 高橋健才   | 2002.8.1 - 2003.6.30    | 防大16期              | 南西航空混成団副司令                            | 中部航空方面隊司令官                       |
| 15 | 長島修照   | 2003.7.1 - 2006.8.3     | 防大20期              | 航空開発実験集団司令部幕僚長                    | 西部航空方面隊副司令官                     |
| 16 | 吉岡秀之   | 2006.8.4 - 2009.3.23    | 防大22期              | 航空幕僚監部総務部総務課長                      | 西部航空警戒管制団司令 兼 春日基地司令     |
| 17 | 吉川礼史   | 2009.3.24 - 2011.8.4    | 防大26期              | 航空幕僚監部装備部装備課長                      | 航空自衛隊第1術科学校長                    |
| 18 | 原 哲之    | 2011.8.5 - 2013.8.21    | 防大24期              | 西部航空方面隊司令部幕僚長                      | 航空自衛隊第3術科学校長 兼 芦屋基地司令    |
| 19 | 西谷浩一   | 2013.8.22 - 2014.12.14  | 防大31期              | 航空幕僚監部装備部装備課長                      | 航空自衛隊第2術科学校長                    |
| 20 | 山倉幸也   | 2014.12.15 - 2016.12.19 | 防大30期              | 航空自衛隊第2補給処長 兼 岐阜基地司令           | 統合幕僚学校副校長                         |
| 21 | 岩城公隆   | 2016.12.20 - 2019.3.31  | 防大32期              | 航空幕僚監部人事教育部人事計画課長              | 中部航空警戒管制団司令 兼 入間基地司令     |
| 22 | 山本光伸   | 2019.4.1 - 2021.9.29    | 防大35期              | 航空幕僚監部装備計画部整備・補給課長            | 航空自衛隊幹部候補生学校長 兼 奈良基地司令 |
| 23 | 石上誠     | 2021.9.30 - 2022.12.22  | 神奈川大学・ 79期幹候 | 航空開発実験集団司令部幕僚長                    | 航空自衛隊幹部候補生学校長 兼 奈良基地司令 |
| 24 | 樋山謙一郎 | 2022.12.23 - 2023.12.21 | 防大33期              | 北部航空警戒管制団司令                          | 航空自衛隊補給本部副本部長                 |
| 25 | 木村政和   | 2023.12.22 -            | 防大39期              | 航空幕僚監部総務部会計課長                      |                                            |

## 支処
以前は愛知県春日井市の高蔵寺分屯基地、青森県上北郡東北町の東北町分屯基地に2個支処を置いていた。
航空自衛隊事務用品発注官製談合事件の影響を受け第1補給処が廃止され、新たに木更津の1補本処及び立川支処を隷下に収容し、4個支処体制となった。支処長はいずれも所在地の分屯基地司令を兼務する（なお、第1補給処の廃止に伴い木更津基地は「木更津分屯基地」に縮小）。平成31年3月立川支処が廃止され3個支処体制となった。

## 参考資料
- 防衛省人事発令（将補・1佐人事：2013年8月1日付）